# Systèmes avancés
Les systèmes avancés mettent généralement en œuvre de façon cohérente et intégrée : 
- un support matériel (calculateur, interfaces de communication, etc.) ;
- des logiciels temps réel ;
- des fonctionnalités d’automatisation ;
- des capteurs et des actionneurs.

## Exemples
- Robots mobiles,
- Drones,
- Téléphones portables,
- récepteur GPS,
- Ipod,